# Steinsfjorden (Vestvågøy)
 For alternative betydninger, se Steinsfjorden. (Se også artikler, som begynder med Steinsfjorden)
Steinsfjorden, også skrevet Steinfjorden, er en fjord på nordvestsiden af Vestvågøya i Lofoten i Nordland fylke  i Norge. Den går i østlig retning fra indløbet mellem Skolmneset i nord og Kostbergan i syd.
Selve Steinsfjorden har en længde på 4,4 kilometer frem til Steinsodden hvor den forgrener sig i de to vige (poller)  Mærvollspollen (2,6 km) nord og Tangstadpollen (3,5 km) i syd. Der er op til  7,5 kilometer ind til udløbet af Tangstadelven. På nordsiden ligger fjeldene Skolmen og Vårsetaksla og på sydsiden Himmeltindan.
Med undtagelse af nogle gårde i Utakleiv ved fjordmundingen er al bebyggelse koncentreret omkring fjordarmene med bygderne Holdal, Klevstad, Krogtoft, Mærvoll, Sortland, Saupstad, Tangstad og Tangvåg, Tangstad/Tangvåg har også fiskerihavn. 
Sandstranden på Utakleiv på sydsiden af fjorden,  blev kåret som «The Best of Romance» (den mest romantiske) i den britiske avis The Times kåring af Europe's Best Beaches 2005.
Ret vest for Steinsfjorden ligger Æsholman som er en flad øgruppe hvorfra der blev drevet fiskeri frem til begyndelsen af forrige århundreskifte og som nu er beskyttet som naturreservat.